# Solicitor general (Australie)
 (février 2023).
Si vous disposez d'ouvrages ou d'articles de référence ou si vous connaissez des sites web de qualité traitant du thème abordé ici, merci de compléter l'article en donnant les références utiles à sa vérifiabilité et en les liant à la section « Notes et références ».
En Australie et dans les différents états et territoires qui forment la fédération australienne, le Solicitor general est le deuxième poste du ministère de la justice après l'attorney general (Ministre de la Justice). 
Il est chargé :
- d'assurer les fonctions d'avocat de l'État,
- de représenter l'État au cours des procès devant la cour suprême de l'État et la Haute Cour d'Australie,
- de fournir des conseils sur les affaires judiciaires au Ministre de la justice et au plus haut niveau du gouvernement,
- d'agir, sur instructions du Ministre de la justice, dans le domaine juridique.

En vertu du Judiciary Act 1903, les procureurs généraux des États, des territoires et du Commonwealth peuvent intervenir dans les procédures judiciaires qui se rapportent à une question découlant de la Constitution ou de son interprétation. L'une des principales responsabilités du Solicitor general est de conseiller le ministre de la justice sur l'exercice de ses pouvoirs d'intervention. 
Le Solicitor general n'est pas élu et n'est donc pas parlementaire. Il doit avoir été avocat (barrister) pendant au moins 10 ans et est nommé pour un mandat de cinq ans en vertu du Solicitor-General Act 1985.

## Liste des Solicitors general d'Australie

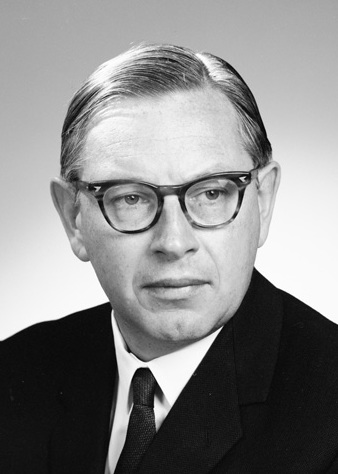
Anthony Mason, Solicitor-General d'Australie de 1964 à 1969.

| Nom                  | Période de fonction |
| -------------------- | ------------------- |
| Robert Garran        | 1916-32             |
| George Knowles       | 1932-46             |
| Kenneth Baily        | 1946-64             |
| Anthony Mason (en)   | 1964-69             |
| Robert Ellicott      | 1969-73             |
| Maurice Byers        | 1973-83             |
| Gavan Griffith       | 1984-97             |
| David Bennett        | 1998- 2008          |
| Stephen Gageler (en) | Actuel              |